# Miroslav Navratil (Offizier)

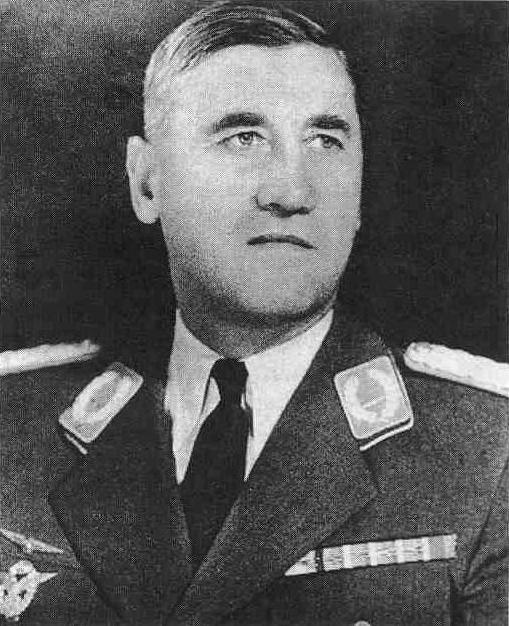
Miroslav Navratil in der Uniform eines Fliegergenerals (um 1943)

Miroslav Navratil, eingedeutscht auch Friedrich Navratil (* 19. Juli 1893 in Sarajevo; † 7. Juni 1947 in Zagreb) war ein Fliegerass und Oberleutnant der k.u.k. Luftfahrtruppen im Ersten Weltkrieg, Oberst der Luftstreitkräfte des Königreichs Jugoslawien sowie General und Kriegsminister des Unabhängigen Staates Kroatien im Zweiten Weltkrieg.

## Frühe Jahre und Erster Weltkrieg
Navratil wurde als Sohn eines tschechischen Vaters und einer serbisch-orthodoxen Mutter im bosnischen Sarajevo geboren. Er besuchte die Infanteriekadettenschule in Liebenau (Graz), die er als Führer zum Bosnisch-Hercegowinischen Infanterie Regiments Nr. 1 verließ. Bei Kriegsausbruch war er seit 1. Juli 1914 Leutnant, wurde genau ein Jahr später zum Oberleutnant ernannt und war Kompaniekommandant. Unter anderem nahm er an den zwei österreichisch-ungarischen Offensiven gegen Serbien teil, später auch an der Zweiten Isonzoschlacht. Im Frühjahr 1917 suchte der mehrfach ausgezeichnete, aber auch kriegsmüde Navratil um eine Versetzung zu den k.u.k. Luftfahrtruppen nach, dem aufgrund seiner Leistungen stattgegeben wurde.
Navratil wurde ab 15. Mai 1917 abkommandiert und besuchte die Flieger-Offiziersschule in Wiener Neustadt zur Beobachterausbildung und wurde am 12. Juni an der Ostfront der Fliegerkompanie 13 in Galizien als Beobachteroffizier zugewiesen. Im Oktober 1917 wurde er zur ebenfalls in Galizien stationierten Fliegerkompanie 11 versetzt. Dort kam er wegen des Zusammenbruchs des Zarenreichs kaum mehr zum Einsatz, stattdessen wurde seine Einheit an die Italienfront verlegt. Im November wurde dem mehrmaligen Ansuchen Navratils zur Pilotenausbildung stattgegeben, so dass er ab 15. November 1917 die Jagdfliegerausbildung beginnen konnte.

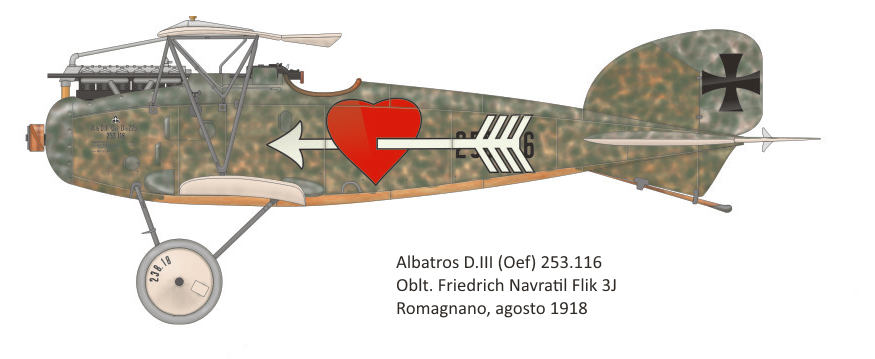
Die von Navratil 1918 bei der Flik 3J geflogene Albatros (Oeffag) D.III

Als Jagdflieger ausgebildet, wurde er der elitären Jagdfliegerkompanie 41J unter dem Kommando von Godwin von Brumowski zugewiesen, die am Flugfeld Portobuffolé in Venetien stationiert war. Bis er im Juni 1918 ein eigenes Kommando erhielt, gelang ihm jedoch nur ein einziger Abschuss bei Flik 41J. Alle weiteren erzielte er bis Kriegsende als Kommandant der auf dem Flugfeld Romagnano südlich von Trient stationierten Jagdfliegerkompanie 3J (seit 30. Mai 1918), davon viele gegen Flieger der Royal Air Force. Insgesamt konnte er zehn bestätigte Luftsiege verzeichnen. Bei einem Testflug am 26. Oktober bruchlandete er und war bei Kriegsende rekonvaleszent.

## Zwischenkriegszeit und Zweiter Weltkrieg
Nach dem Ersten Weltkrieg wurde Navratil Oberst der Luftstreitkräfte des neugegründeten Königreich Jugoslawien. Wegen Differenzen mit serbischen Offizieren wurde er aus dem Dienst entlassen. Nach der bedingungslosen Kapitulation Jugoslawiens gegenüber den Achsenmächten wurde er am 29. April 1941 erster Oberbefehlshaber der Luftstreitkräfte des Unabhängigen Staates Kroatien, einem Marionettenstaat der Achsenmächte. Kurze Zeit später wurde er am 27. September 1941 zum Militärattaché in der rumänischen Hauptstadt Bukarest ernannt. Im August 1943 zum Generalleutnant (General pukovnik) befördert, war er auf Empfehlung des „Deutschen Bevollmächtigten Generals in Kroatien“ Edmund Glaise-Horstenau, vom 2. September 1943 bis 29. Januar 1944 Kriegsminister sowie Oberbefehlshaber der kroatischen Streitkräfte. Er galt als gemäßigt und war schockiert über die Politik der Verfolgung der Minderheiten gemäß den Rassengesetzen, unterbrach aber seine Karriere deshalb nicht. Ante Pavelić entließ Navratil als Kriegsminister, weil er in seinen Augen die Ustascha vernachlässigt und sich außerdem als serbenfreundlich erwiesen habe.
Danach wurde Navratil mit dem Aufbau der Luftabwehr um Zagreb und anderen Städten beauftragt. Ab März 1944 war er Botschafter in Rumänien. Als er im Februar 1945 das Außenministerium übernehmen sollte, setzte er sich zu Verwandten nach Wien ab, wo er bis Kriegsende blieb. Nach dem Krieg wurde er in Zell am See von den Amerikanern festgenommen und 1946 an Jugoslawien ausgeliefert. In einem neuntägigen Prozess wurde er zusammen mit sechs anderen Personen wegen Kollaboration mit dem nationalsozialistischen Deutschland und Kriegsverbrechen zum Tode verurteilt und 1947 hingerichtet.

## Auszeichnungen (Auswahl)
- Orden der Eisernen Krone III. Klasse mit Kriegsdekoration
- Orden der Eisernen Krone II. Klasse mit Kriegsdekoration
- Militär-Verdienstmedaille am Band des österreichischen Militärverdienstkreuzes mit Schwertern in Silber
- Militär-Verdienstmedaille am Band des österreichischen Militärverdienstkreuzes mit Schwertern in Bronze
- Karl-Truppenkreuz
- Feldpilotenabzeichen
- Eisernes Kreuz (1914) II. Klasse
- 1943: Orden der Krone König Zvonimirs mit Schwertern